# Schwedischer Fußball-Supercup der Frauen
Der Schwedische Fußball-Supercup der Frauen (schwed.: Supercupen damer) war ein schwedischer Fußballwettbewerb für Vereinsmannschaften. Zur Ermittlung des Gewinners traten zwischen 2007 und 2016 jährlich nach dem Ende oder vor dem Beginn einer Spielzeit der amtierende Landesmeister gegen den amtierenden Pokalsieger im Frauenfußball gegeneinander an. Sollte der Meister auch amtierender Pokalsieger sein, spielt er gegen den Tabellenzweiten. 
Der Supercupen wurde 2007 erstmals ausgetragen, 2014 fand wegen einer Umstellung des Spielkalenders kein Wettbewerb statt. Im Frauenfußball gewann durch den Sieg von Linköpings FC 2009 zum einzigen Male ein Pokalsieger den Titel. Anfang 2016 beschloss der Verband letztlich die Einstellung des Wettbewerbs, da das Publikumsinteresse – sowohl bei den Stadionbesuchern als auch den Fernsehzuschauern – sowohl im Frauen- als auch Männerwettbewerb hinter den Erwartungen zurückgeblieben war.

## Die Endspiele im Überblick
| Datum         | Meister                      | Ergebnis                     | Pokalsieger                  | Torschützen                                               | Spielort                            | Zuschauer                    |
| ------------- | ---------------------------- | ---------------------------- | ---------------------------- | --------------------------------------------------------- | ----------------------------------- | ---------------------------- |
| 1. April 2007 | Umeå IK                      | 3:1                          | Linköpings FC                | Westberg (51.), Edlund (69., 83.) – Aronsson (16.)        | Norrköpings Idrottspark, Norrköping | 573                          |
| 24. März 2008 | Umeå IK                      | 3:0                          | Djurgårdens IF Dam1          | Marta (4.), Edlund (29.), Yamaguchi (91.)                 | T3 Arena, Umeå                      | 377                          |
| 22. März 2009 | Umeå IK                      | 0:1                          | Linköpings FC                | Landström (37.)                                           | T3 Arena, Umeå                      |                              |
| 21. März 2010 | Linköpings FC                | 2:0                          | Umeå IK1                     | Berge (50.), Sällström (57.)                              | Norrköpings Idrottspark, Norrköping | 146                          |
| 27. März 2011 | LdB FC Malmö                 | 2:1                          | KIF Örebro                   | Storck (78.), Melis (90.) – Ågren (56.)                   | Malmö IP, Malmö                     | 354                          |
| 25. März 2012 | LdB FC Malmö                 | 2:1                          | Kopparbergs/Göteborg FC      | Bachmann (58.), Mittag (89.) – Ek (49.)                   | Malmö IP, Malmö                     | 311                          |
| 1. April 2013 | Kopparbergs/Göteborg FC      | 2:2 n. V., 4:2 n. E.         | Tyresö FF                    | Marta (50.), Christen (70.) – Asante (56.), Schough (65.) | Tyresövallen, Tyresö                | 439                          |
| 2014          | Superpokal nicht ausgespielt | Superpokal nicht ausgespielt | Superpokal nicht ausgespielt | Superpokal nicht ausgespielt                              | Superpokal nicht ausgespielt        | Superpokal nicht ausgespielt |
| 15. März 2015 | FC Rosengård                 | 1:0                          | Linköpings FC                |                                                           | Malmö IP, Malmö                     | 334                          |
| 16. März 2016 | FC Rosengård                 | 2:1                          | Linköpings FC                |                                                           | Malmö IP, Malmö                     |                              |

- 1Als Tabellenzweiter, da der Meister auch Pokalsieger war.